# Лаунеле де Жос (Валча)
Лаунеле де Жос (рум. Lăunele de Jos) насеље је у Румунији у округу Валча у општини Даничеј. Oпштина се налази на надморској висини од 366 m.

## Становништво
Према подацима из 2002. године у насељу је живело 147 становника, од којих су сви румунске националности.